# Pseudococcus cryptus
Pseudococcus cryptus är en insektsart som beskrevs av Hempel 1918. Pseudococcus cryptus ingår i släktet Pseudococcus och familjen ullsköldlöss. Inga underarter finns listade i Catalogue of Life.